# Kelsi Dahlia
Kelsi Dahlia, z domu Worrell (ur. 15 lipca 1994 w Voorhees) – amerykańska pływaczka specjalizująca się w stylu motylkowym, mistrzyni olimpijska w sztafecie 4 × 100 m stylem zmiennym, wielokrotna złota medalistka mistrzostw świata.

## Kariera pływacka
W 2015 roku na igrzyskach panamerykańskich w Toronto zdobyła trzy medale. Złoto wywalczyła na dystansie 100 m stylem motylkowym, uzyskawszy czas 57,78, i w sztafecie 4 × 100 m stylem zmiennym. Zdobyła także srebro w sztafecie 4 × 100 m stylem dowolnym.
Rok później, podczas igrzysk olimpijskich w Rio de Janeiro płynęła w wyścigu eliminacyjnym sztafet 4 × 100 m stylem zmiennym. Otrzymała złoty medal po tym, jak Amerykanki zajęły w finale pierwsze miejsce. Indywidualnie startowała w konkurencji 100 m stylem motylkowym, w której nie awansowała do finału i z czasem 57,54 uplasowała się na ósmym miejscu po dyskwalifikacji Chinki Chen Xinyi.
Na mistrzostwach świata na krótkim basenie zdobyła siedem medali. Mistrzynią świata została w sztafetach kobiet 4 × 100 m stylem dowolnym, 4 × 50 i 4 × 100 m stylem zmiennym oraz w sztafecie mieszanej 4 × 50 m stylem zmiennym. W sztafecie kobiecej 4 × 50 m stylem zmiennym Amerykanki ustanowiły nowy rekord świata (1:43,27), a w sztafecie 4 × 100 m stylem zmiennym rekord mistrzostw (3:47,89). Pozostałe medale, wszystkie srebrne, Worrell wywalczyła w stylu motylkowym, w którym w każdej konkurencji pobiła rekord Ameryki.
Podczas mistrzostw świata w Budapeszcie wywalczyła pięć medali. Złote medale zdobyła w sztafetach kobiecych 4 × 100 m stylem dowolnym i zmiennym oraz sztafetach mieszanych 4 × 100 m stylem dowolnym i zmiennym. W finale kobiecej sztafety zmiennej i w eliminacjach sztafet mieszanych 4 × 100 m stylem zmiennym pomogła ustanowić nowe rekordy globu. Indywidualnie Worrell była trzecia w konkurencji 100 m stylem motylkowym, uzyskawszy czas 56,37. Na dystansie dwukrotnie krótszym zajęła czwarte miejsce i pobiła rekord obu Ameryk (25,48).

## Życie prywatne
W październiku 2017 roku wzięła ślub z Thomasem Dahlią.